# Rune Grammofon
Rune Grammofon — это норвежский лейбл звукозаписи, основанный в 1998 по Руном Кристофферсеном. Репутация Rune Grammofon возросла за счёт выпускаемой экспериментальной электронной, импровизационной музыки, джаза норвежских музыкантов, ставших популярными за эти годы, в том числе благодаря написанным статьям в таких журналах, как The Wire и Plan B (журнал).
Лейбл стал родным домом для известной импровизационной группы Supersilent, где также записывались сольные работы её участников в том числе Deathprod и Арве Хенриксен. Другие известные музыканты — Магне Фурухольмен (из a-ha), Shining, Susanna and the Magical Orchestra, Jono El Grande, Skyphone, Alog, Phonophani и Food.
В 2000 году Лейбл заключил сделку с EСM, за счёт чего значительно расширил свою аудиторию. Эта сделка закончилась в начале 2005 года.
В ноябре 2003 года Rune Grammofon отпраздновал свой 30-й релиз, выпустив набор, включавший в себя два сборника и книгу, которая рассказывает о высоко оцененных обложек Кима Хиортоy для диджипаков. Обновленное второе издание было выпущено в декабре 2008 года.